# Kiyoshi Sekiguchi
Kiyoshi Sekiguchi - em japonês:  関口潔, transl. Sekiguchi Kiyoshi (Hachioji, 15 de janeiro de 1969) é um treinador de futebol japonês. Atualmente é o técnico da seleção das Marianas Setentrionais, pela qual trabalhou em 2 oportunidades (2010 e 2014)

## Carreira
Sem experiência como jogador profissional, o máximo que Sekiguchi conseguiu como atleta foi ter atuado nas categorias de base do Yomiuri FC (atual Tokyo Verdy), entre 1984 e 1986, e na Waseda University Ashikishukyu, entre 1987 e 1990, como amador.
Formou-se na Universidade de Waseda em 1991, e exerceria cargos administrativos na Associação Japonesa de Futebol a partir de 1995.
Estreou como técnico em 2001, com apenas 32 anos, comandando o Elyse FC, time que disputa a Liga de Futebol de Kanto (uma das ligas semiprofissionais do Japão). Trabalhou na equipe até 2002, quando voltou a exercer funções administrativas. Em 2005, passou a trabalhar nos bastidores do Yokohama FC, onde seria o diretor de futebol a partir de 2008.
Sekiguchi voltaria a comandar equipes em 2010, quando assinou para ser o novo técnico da seleção das Marianas Setentrionais, uma das mais inexpressivas do futebol asiático, substituindo o compatriota Sugao Kambe. Em maio de 2012, foi apontado pela Federação de Futebol do Laos para trabalhar na comissão técnica.
Em 2014, volta a treinar a seleção das Marianas Setentrionais, no lugar do malaio Koo Luam Kuen.